# 口紅 (單曲)
《口紅》是日本女歌手千秋直美的第25張單曲，1977年4月10日由日本哥倫比亞發行。收錄在同年7月25日發行的同名專輯中。

## 簡介
本單曲中的兩首歌曲皆由中島美雪創作，當時中島還爲研直子、櫻田淳子等歌手提供了許多歌曲。
本單曲是千秋首張New Music類型單曲。之後，千秋還演唱了及位典司創作的、河島英五創作的等New Music類型的單曲。
中島為千秋創作歌曲的契機是研直子的歌曲《再見吧》 (あばよ) ，千秋很喜歡這首歌曲。“要是中島美雪也能爲我創作一首就好了”，就在千秋這麽想的同時，中島在報紙上發表了評論：“我想為千秋小姐創作歌曲。”兩人達成了合作。

## 收錄歌曲
(全作詞、作曲: 中島美雪)
1. 口紅
2. 回來吧

## 翻唱
口紅
- 中島美雪[注 1] (1979年，專輯《你回來啦》[7])
- 研直子 (1984年，專輯《Again》[8])
- 王菲 (1992年，粵語填詞《容易受傷的女人》，专辑《Coming Home》)
  - 這首歌曲在亞洲地區大受歡迎，还橫掃了當年的香港音樂獎。
- 鄺美雲 (1993年，國語填詞《容易受傷的女人》，專輯《容易受傷的女人》)
- 梁雁翎 (1993年，國語填詞《情長路更長》，專輯《藏心》)
- 陳明真 (1993年，國語填詞《愛到如今》，專輯《念念不忘的-情人》)
- 邰正宵 (1993年，國語填詞《情人之間的情人》，專輯《找一個字代替》)
- Jessica Jay（西班牙语） (1993年，英語填詞《Broken Hearted Woman》)
  - 東京廣場（英语：Tokyo Square）《That is Love》
- Yonca Evcimik（英语） (1994年，土耳其語填詞《8'15 Vapuru》)
- Như Quỳnh（英语） (1994年，越南語填詞《Người tình mùa đông》)
- 稼木美優 (2010年，專輯《歌姬》)
- Aye Chan May 《Broken as A Piece》
- Don Sonrabiab《Jeb Gwa Thoe》
  - Pornpimol Thammasan（英语：Pornpimol Thammasan）《Kueab Ja Sai》
  - Tao Chernyim《Phu Chai Aok Hak》